# Llista d'episodis de Star Trek: Voyager
Aquesta és una llista d'episodis de la sèrie de televisió de ciència-ficció Star Trek: Voyager, que es va emetre a UPN des del gener de 1995 fins al maig de 2001. Aquest és el cinquè programa de televisió de la franquícia Star Trek, i comprèn un total de 168 (DVD i emissió original) o 172 (redifusió) episodis durant les set temporades de la sèrie. Quatre episodis de Voyager ("El Guardià", "Dark Frontier", "Flesh and Blood", i "Endgame") es van emetre originalment com a presentacions de dues hores, i es consideren episodis complets a la versió en DVD. Tot i que "El joc de matar" es va emetre com a parts I i II seguides, es tracten com a episodis separats a la versió en DVD.
Els episodis es mostren aquí en ordre cronològic per data d'emissió original, que coincideix amb l'ordre dels episodis del conjunt DVD de cada temporada. Aquesta llista també inclou la data estel·lar en què van tenir lloc els esdeveniments de cada episodi. Dels índexs d'audiència que es mostren a continuació, l'audiència total de l'episodi es mostra per a la temporada 1; no obstant això, a partir de la temporada 2 es mostren els índexs d'audiència de les llars dels episodis.

## Resum de la sèrie
| Temporada | Temporada | Episodis | Episodis | Dates d’emissió        | Dates d’emissió    |
| Temporada | Temporada | Episodis | Episodis | Primera emissió        | Última emissió     |
| --------- | --------- | -------- | -------- | ---------------------- | ------------------ |
|           | 1         | 16       | 16       | 16 de gener de 1995    | 22 de maig de 1995 |
|           | 2         | 26       | 26       | 28 d'agost de 1995     | 20 de maig de 1996 |
|           | 3         | 26       | 26       | 4 de setembre de 1996  | 21 de maig de 1997 |
|           | 4         | 26       | 26       | 3 de setembre de 1997  | 20 de maig de 1998 |
|           | 5         | 26       | 26       | 14 d'octubre de 1998   | 26 de maig de 1999 |
|           | 6         | 26       | 26       | 22 de setembre de 1999 | 24 de maig de 2000 |
|           | 7         | 26       | 26       | 4 d'octubre de 2000    | 23 de maig de 2001 |

## Episodis

### Temporada 1 (1995)
| 1 | 1  | «El Guardià Caretaker»                | 48315.6                 | Winrich Kolbe    | Història de : Rick Berman Història i guió de : Michael Piller i Jeri Taylor                     | 16 de gener de 1995  | 40840-721 (101/102) | 21.3 |
| 2 | 2  | «El Guardià Caretaker»                | 48315.6                 | Winrich Kolbe    | Història de : Rick Berman Història i guió de : Michael Piller i Jeri Taylor                     | 16 de gener de 1995  | 40840-721 (101/102) | 21.3 |
| Mentre busquen una nau Maquis desapareguda amb un espia de la Flota Estel·lar a bord, l'USS Voyager és arrossegada al Quadrant Delta, a més de 70.000 anys llum de casa, per un ésser increïblement poderós conegut com el "Guardià". - Originalment es va mostrar com una pel·lícula pilot de dues hores a la cadena UPN, però en redifusió es mostra com dos episodis separats.                                                              |    |                                       |                         |                  |                                                                                                 |                      |                     |      |
| 3 | 3  | «Paral·laxi Parallax»                 | 48439.7                 | Kim Friedman     | Història de : Jim Trombetta Guió de : Brannon Braga                                             | 23 de gener de 1995  | 40840-103           | 14.6 |
| La Voyager està atrapada en l'horitzó d'esdeveniments d'una singularitat quàntica, i la capitana Janeway ha de decidir entre la tinent Carey i l'exmaquis B'Elanna Torres per ser la nova enginyera en cap. |    |                                       |                         |                  |                                                                                                 |                      |                     |      |
| 4 | 4  | «Temps era temps Time and again»      | 48498.5 (no canònic)    | Les Landau       | Guió de : Michael Piller Història i guió de : David Kemper                                      | 30 de gener de 1995  | 40840-104           | 13.9 |
| Investigant un planeta acabat de devastar per una explosió pol·làrica, Janeway i Paris són engolits per una fractura subespacial i transportats en el temps fins a abans de l'accident. |    |                                       |                         |                  |                                                                                                 |                      |                     |      |
| 5 | 5  | «La fàgia Phage»                      | 48532.4                 | Winrich Kolbe    | Història de : Timothy DeHaas Guió de : Skye Dent and Brannon Braga                              | 6 de febrer de 1995  | 40840-105           | 13.5 |
| Una espècie extirpadora d'òrgans coneguda com els Vidiians roba els pulmons de Neelix, deixant-lo morir. |    |                                       |                         |                  |                                                                                                 |                      |                     |      |
| 6 | 6  | «La nebulosa The Cloud»               | 48546.2                 | David Livingston | Història de : Brannon Braga Guió de : Tom Szollosi i Michael Piller                             | 13 de febrer de 1995 | 40840-106           | 11.2 |
| La tripulació entra en una nebulosa per recollir mostres abans d'adonar-se que és un organisme viu, però no abans de ferir-lo. |    |                                       |                         |                  |                                                                                                 |                      |                     |      |
| 7 | 7  | «L'ull de l'agulla Eye of the Needle» | 48579.4                 | Winrich Kolbe    | Història de : Hilary J. Bader Guió de : Bill Dial i Jeri Taylor                                 | 20 de febrer de 1995 | 40840-107           | 11.7 |
| Les esperances de la tripulació augmenten quan es detecta un forat de cuc, ja que podria oferir l'oportunitat d'un retorn al Quadrant Alfa. Mentre continua el seu entrenament com a nova assistent del Doctor, Kes està pertorbada per la manca de respecte que alguns membres de la tripulació li mostren. El capità romulà és interpretat per Vaughn Armstrong, que més tard va aparèixer com a l'almirall Forrest a Star Trek: Enterprise. |    |                                       |                         |                  |                                                                                                 |                      |                     |      |
| 8 | 8  | «El judici d'en Paris Ex Post Facto»  | c. 48600.0 (no canònic) | LeVar Burton     | Guió de : Michael Piller Història i guió de : Evan Carlos Somers                                | 27 de febrer de 1995 | 40840-108           | 11.8 |
| En una missió al món natal dels baneans, Tom Paris és declarat culpable d'assassinat. Tuvok investiga i formula una hipòtesi sobre el que podria haver passat realment. |    |                                       |                         |                  |                                                                                                 |                      |                     |      |
| 9 | 9  | «Emanacions Emanations»               | 48623.5                 | David Livingston | Brannon Braga                                                                                   | 13 de març de 1995   | 40840-109           | 10.3 |
| Després que un equip visitant trobi un cementiri, es descobreix que Harry Kim ha desaparegut, després d'haver estat transferit al món natal de la cultura. L'actor que interpretava el Dr. Neria de Vhnoran, Jerry Hardin, va interpretar Samuel Clemens (és a dir, Mark Twain) al doble episodi "La sageta del temps" de Star Trek: La nova generació.                                                                                        |    |                                       |                         |                  |                                                                                                 |                      |                     |      |
| 10 | 10 | «Factors primordials Prime Factors»   | 48642.5                 | Les Landau       | Història de : David R. George III i Eric A. Stillwell Guió de : Michael Perricone i Greg Elliot | 20 de març de 1995   | 40840-110           | 10.7 |
| La Voyager es troba amb extraterrestres del planeta Sikaris, una raça altament avançada. Tenen un dispositiu que podria enviar la Voyager a casa, però els Sikarans tenen una llei, similar a la Primera Directiva de la Federació, que no els permet compartir una tecnologia tan avançada. |    |                                       |                         |                  |                                                                                                 |                      |                     |      |
| 11 | 11 | «Fluctuacions State of Flux»          | 48658.2                 | Robert Scheerer  | Història de : Paul Robert Coyle Guió de : Chris Abbott                                          | 10 d'abril de 1995   | 40840-111           | 10.0 |
| Janeway i els altres oficials superiors intenten descobri un espia que envia informació al Kazon. |    |                                       |                         |                  |                                                                                                 |                      |                     |      |
| 12 | 12 | «Herois i dimonis Heroes and Demons»  | 48693.2                 | Les Landau       | Naren Shankar                                                                                   | 24 d'abril de 1995   | 40840-112           | 10.0 |
| El metge hologràfic ha de rescatar els membres de la tripulació que es van convertir en energia lumínica en una simulació holocoberta de Beowulf. |    |                                       |                         |                  |                                                                                                 |                      |                     |      |
| 13 | 13 | «Catexis Cathexis»                    | 48734.2                 | Kim Friedman     | Història de : Joe Menosky Història i guió de : Brannon Braga                                    | 1 de maig de 1995    | 40840-113           | 9.3  |
| Una llançadora amb Chakotay i Tuvok a bord és atacada; Chakotay queda sense cervell, mentre que Tuvok comença a actuar de manera estranya. Una força desconeguda comença a controlar els membres de la tripulació. |    |                                       |                         |                  |                                                                                                 |                      |                     |      |
| 14 | 14 | «Cares Faces»                         | 48784.2                 | Winrich Kolbe    | Història de : Jonathan Glassner Història i guió de : Kenneth Biller                             | 8 de maig de 1995    | 40840-114           | 8.7  |
| B'Elanna Torres és dividida en la seva meitat humana i klíngon pels vidiians. Aquest és un dels rars episodis de Voyager en què veiem Roxann Biggs-Dawson sense el seu familiar maquillatge meitat humana meitat klingon. |    |                                       |                         |                  |                                                                                                 |                      |                     |      |
| 15 | 15 | «Jetrel»                              | 48832.1, 48840.5        | Kim Friedman     | Història de : James Thomton i Scott Nimerfro Guió de : Jack Klein, Karen Klein i Kenneth Biller | 15 de maig de 1995   | 40840-115           | 8.2  |
| Un membre dels haakonians, una raça que lluita contra els talaxians, arriba a la Voyager, per a gran consternació de Neelix, la família del qual va ser assassinada per una arma de destrucció massiva que aquest individu en particular va idear. |    |                                       |                         |                  |                                                                                                 |                      |                     |      |
| 16 | 16 | «Corba d'aprenentatge Learnin Curve»  | 48846.5                 | David Livingston | Ronald Wilkerson i Jean Louise Matthias                                                         | 22 de maig de 1995   | 40840-116           | 8.3  |
| Tuvok entrena diversos membres dels Maquis que no s'han integrat completament amb la tripulació de la Voyager. |    |                                       |                         |                  |                                                                                                 |                      |                     |      |

### Temporada 2 (1995–96)
Els quatre últims episodis que originalment havien de formar part de la temporada 1 (episodis 1, 3, 4 i 6, amb dates estel·lars 48xxx) es van traslladar a la temporada 2. "Els 37's" es va filmar originalment com a final de la temporada 1.
| Núm. total | Núm. de la temporada | Títol                                       | Data estel·lar   | Direcció         | Guió                                                                            | Data d'emissió original | Codi de prod. | Espectadors U.S. (milions) |
| --- | -------------------- | ------------------------------------------- | ---------------- | ---------------- | ------------------------------------------------------------------------------- | ----------------------- | ------------- | -------------------------- |
| 17 | 1                    | «Els 37's The 37's»                         | 48975.1          | James L. Conway  | Jeri Taylor i Brannon Braga                                                     | 28 d'agost de 1995      | 40840-120     | 10.9                       |
| Un grup d'humans de la dècada de 1930 es troben en hipersomni en un planeta aparentment abandonat, inclosa la perduda Amelia Earhart..                                                                                            |                      |                                             |                  |                  |                                                                                 |                         |               |                            |
| 18 | 2                    | «Iniciacions Initiations»                   | 49005.3          | Winrich Kolbe    | Kenneth Biller                                                                  | 4 de setembre de 1995   | 40840-121     | 8.9                        |
| Chakotay ees troba amb un jove Kazon que està en un ritu d'iniciació: guanyar-se el seu nom matant un enemic o morir en l'intent. Nota: el "jove Kazon" és interpretat per Aron Eisenberg, que interpreta Nog a DS9               |                      |                                             |                  |                  |                                                                                 |                         |               |                            |
| 19 | 3                    | «Projeccions Projections»                   | 48892.1          | Jonathan Frakes  | Brannon Braga                                                                   | 11 de setembre de 1995  | 40840-117     | 8.4                        |
| El Doctor es torna delirant després d'un accident, cosa que li fa creure que és una persona de carn i ossos i que el temps que passa a l'USS Voyager és un programa de holocoberta. Aquest episodi també inclou Reginald Barclay. |                      |                                             |                  |                  |                                                                                 |                         |               |                            |
| 20 | 4                    | «Elògium Elogium»                           | 48921.3          | Winrich Kolbe    | Història de : Jimmy Diggs i Steve J. Kay Guió de : Kenneth Biller i Jeri Taylor | 18 de setembre de 1995  | 40840-118     | 8.0                        |
| Les formes de vida que habiten a l'espai fan que Kes entri a la fase fèrtil Ocampa anomenada Elògium, cosa que pressiona la seva relació amb Neelix quan vol tenir el seu fill.                                                   |                      |                                             |                  |                  |                                                                                 |                         |               |                            |
| 21 | 5                    | «Non Sequitur»                              | 49011            | David Livingston | Brannon Braga                                                                   | 25 de setembre de 1995  | 40840-122     | 8.3                        |
| Harry Kim es desperta a la San Francisco del segle XXIV sense cap registre d'ell a la Voyager. |                      |                                             |                  |                  |                                                                                 |                         |               |                            |
| 22 | 6                    | «Recargolats Twisted»                       | 48945.8          | Kim Friedman     | Història de : Arnold Rudnick and Rich Hosek Guió de : Kenneth Biller            | 2 d'octubre de 1995     | 40840-119     | 8.3                        |
| Una regió de l'espai distorsiona l'interior de la Voyager. |                      |                                             |                  |                  |                                                                                 |                         |               |                            |
| 23 | 7                    | «Naixement Parturition»                     | 49068.5          | Jonathan Frakes  | Tom Szollosi                                                                    | 9 d'octubre de 1995     | 40840-123     | 8.4                        |
| Neelix i Tom Paris es barallen per Kes, però són enviats junts a una missió fora. |                      |                                             |                  |                  |                                                                                 |                         |               |                            |
| 24 | 8                    | «Visions persistents Presistence of Vision» | 49037.2          | James L. Conway  | Jeri Taylor                                                                     | 30 d'octubre de 1995    | 40840-124     | 9.0                        |
| La tripulació experimenta al·lucinacions provocades per un extraterrestre que els posa en un estat de trànsit. |                      |                                             |                  |                  |                                                                                 |                         |               |                            |
| 25 | 9                    | «Tatuatge Tattoo»                           | 49211.5          | Alexander Singer | Història de : Larry Brody Guió de : Michael Piller                              | 6 de novembre de 1995   | 40840-125     | 8.6                        |
| Chakotay es troba amb persones no humanes que tenen el mateix tatuatge al front que ell. |                      |                                             |                  |                  |                                                                                 |                         |               |                            |
| 26 | 10                   | «Apagar el foc Cold Fire»                   | 49164.8          | Cliff Bole       | Història de : Anthony Williams Guió de : Brannon Braga                          | 13 de novembre de 1995  | 40840-126     | 8.9                        |
| Una Ocampa ajuda a Kes amb les seves habilitats mentals mentre la tripulació es troba amb un ésser que sembla ser la contrapart femenina del Guardià.                                                                             |                      |                                             |                  |                  |                                                                                 |                         |               |                            |
| 27 | 11                   | «Maniobres Maneuvers»                       | 49208.5          | David Livingston | Kenneth Biller                                                                  | 20 de novembre de 1995  | 40840-127     | 8.0                        |
| El Kazon Nistrim embarca a bord de la Voyager i roba un mòdul de transport en un intent d'unir les sectes Kazon. |                      |                                             |                  |                  |                                                                                 |                         |               |                            |
| 28 | 12                   | «Resistència Resistance»                    | 49234.1          | Winrich Kolbe    | Història de : Michael Jan Friedman and Kevin J. Ryan Guió de : Lisa Klink       | 27 de novembre de 1995  | 40840-128     | 8.7                        |
| Una missió per adquirir Telerium surt malament, cosa que provoca la captura de Tuvok i B'Elanna i es creu que són de la resistència.                                                                                              |                      |                                             |                  |                  |                                                                                 |                         |               |                            |
| 29 | 13                   | «Prototip Prototype»                        | 49270.9          | Jonathan Frakes  | Nicholas Corea                                                                  | 15 de gener de 1996     | 40840-129     | 8.4                        |
| La tripulació troba i reactiva el cos d'un robot que estava a la deriva a l'espai, només per trobar-se enmig d'una guerra quan B'Elanna és segrestada.                                                                            |                      |                                             |                  |                  |                                                                                 |                         |               |                            |
| 30 | 14                   | «Aliances Alliances»                        | 49337.4          | Les Landau       | Jeri Taylor                                                                     | 22 de gener de 1996     | 40840-131     | 7.9                        |
| Janeway intenta formar una aliança amb els Kazon per millorar la posició de la Voyager al Quadrant Delta. |                      |                                             |                  |                  |                                                                                 |                         |               |                            |
| 31 | 15                   | «Llindar Threshold»                         | 49373.4          | Alexander Singer | Història de : Michael De Luca Guió de : Brannon Braga                           | 29 de gener de 1996     | 40840-132     | 8.9                        |
| Tom Paris trenca la barrera transcurvatura a la llançadora Cochrane, dissenyada per arribar a la curvatura 10, però comença a evolucionar.                                                                                        |                      |                                             |                  |                  |                                                                                 |                         |               |                            |
| 32 | 16                   | «Fusió Meld»                                | 49380.5          | Cliff Bole       | Història de : Mike Sussman Guió de : Michael Piller                             | 5 de febrer de 1996     | 40840-133     | 7.3                        |
| El tripulant Lon Suder assassina un tripulant d'enginyeria sense cap raó aparent. Tuvok es fusiona mentalment a ell per esbrinar el seu motiu, però això fa que Tuvok es torni agressiu.                                          |                      |                                             |                  |                  |                                                                                 |                         |               |                            |
| 33 | 17                   | «Cuirassat Dreadnought»                     | 49447.3          | LeVar Burton     | Gary Holland                                                                    | 12 de febrer de 1996    | 40840-134     | 8.5                        |
| Un míssil cardassià d'IA altament avançat que havia estat reprogramat per B'Elanna Torres es troba al Quadrant Delta, i la seva programació danyada podria destruir la Voyager i un planeta.                                      |                      |                                             |                  |                  |                                                                                 |                         |               |                            |
| 34 | 18                   | «Desig de morir Death Wish»                 | 49401.2          | James L. Conway  | Història de : Shawn Piller Guió de : Michael Piller                             | 19 de febrer de 1996    | 40840-130     | 9.8                        |
| La tripulació es troba amb un membre del Q Continuum que busca acabar amb la seva vida immortal. |                      |                                             |                  |                  |                                                                                 |                         |               |                            |
| 35 | 19                   | «Signes vitals Lifesigns»                   | 49504.3          | Cliff Bole       | Kenneth Biller                                                                  | 26 de febrer de 1996    | 40840-136     | 8.1                        |
| El Doctor ajuda una dona Vidiiana infestada de fàgia. |                      |                                             |                  |                  |                                                                                 |                         |               |                            |
| 36 | 20                   | «Investigacions Investigations»             | 49507.2          | Les Landau       | Història de : Jeff Schnaufer and Ed Bond Guió de : Jeri Taylor                  | 13 de març de 1996      | 40840-135     | 6.6                        |
| Neelix intenta descobrir el traïdor a bord que ha estat conspirant amb el Kazon Nistrim. |                      |                                             |                  |                  |                                                                                 |                         |               |                            |
| 37 | 21                   | «Punt mort Deadlock»                        | 49548.7          | David Livingston | Brannon Braga                                                                   | 18 de març de 1996      | 40840-137     | 8.5                        |
| Intentant evadir els Vidiians, es crea un duplicat de Voyager després de passar per una escissió espacial. |                      |                                             |                  |                  |                                                                                 |                         |               |                            |
| 38 | 22                   | «Innocència Innocence»                      | 49578.2          | James L. Conway  | Història de : Anthony Williams Guió de : Lisa Klink                             | 8 d'abril de 1996       | 40840-138     | 7.6                        |
| Tuvok s'estavella en una lluna i troba nens que han estat abandonats. |                      |                                             |                  |                  |                                                                                 |                         |               |                            |
| 39 | 23                   | «Desglaç The Thaw»                          | 49610.3          | Marvin V. Rush   | Història de : Richard Gadas Guió de : Joe Menosky                               | 29 d'abril de 1996      | 40840-139     | 6.7                        |
| La tripulació troba extraterrestres connectats mentalment a un ordinador que ha creat un ésser que s'alimenta de la seva por. |                      |                                             |                  |                  |                                                                                 |                         |               |                            |
| 40 | 24                   | «Simbiogènesi Tuvix»                        | 49655.2          | Cliff Bole       | Història de : Andrew Shepard Price i Mark Gaberman Guió de : Kenneth Biller     | 6 de maig de 1996       | 40840-140     | 7.3                        |
| Un accident de transportador fusiona Tuvok i Neelix en una nova persona. |                      |                                             |                  |                  |                                                                                 |                         |               |                            |
| 41 | 25                   | «Decisions Resolutions»                     | 49690.1, 49694.2 | Alexander Singer | Jeri Taylor                                                                     | 13 de maig de 1996      | 40840-141     | 6.7                        |
| Janeway i Chakotay s'han d'adaptar a la vida en quarantena en un planeta després de contreure una malaltia incurable. Mentrestant, la tripulació de la Voyager arrisca la vida per buscar una possible cura dels Vidiians.        |                      |                                             |                  |                  |                                                                                 |                         |               |                            |
| 42 | 26                   | «Mínims, Part I Basics»                     | 50023.5          | Winrich Kolbe    | Michael Piller                                                                  | 20 de maig de 1996      | 40840-142     | 7.2                        |
| Seska i el Kazon-Nistrim prenen el control de la Voyager i abandonen la seva tripulació en un planeta desolat. |                      |                                             |                  |                  |                                                                                 |                         |               |                            |

### Temporada 3 (1996–97)
Quatre episodis de la temporada 2 es van traslladar a la temporada 3 (en concret "Mínims, Part II", "Salt enrere", "Falsos guanys" i "Terra sagrada").
| Núm. total | Núm. de la temporada | Títol                                             | Data estel·lar                              | Direcció               | Guió                                                                           | Data d'emissió original | Codi de prod. | Espectadors U.S. (milions) |
| --- | -------------------- | ------------------------------------------------- | ------------------------------------------- | ---------------------- | ------------------------------------------------------------------------------ | ----------------------- | ------------- | -------------------------- |
| 43 | 1                    | «Mínims, Part II Basics»                          | 50032.7                                     | Winrich Kolbe          | Michael Piller                                                                 | 4 de setembre de 1996   | 40840-146     | 8.3                        |
| La tripulació ha d'aprendre a sobreviure al planeta inhòspit mentre el Doctor, el tripulant Suder i Paris intenten recuperar el control de la nau. |                      |                                                   |                                             |                        |                                                                                |                         |               |                            |
| 44 | 2                    | «Salt enrere Flashback»                           | 50126.4                                     | David Livingston       | Brannon Braga                                                                  | 11 de setembre de 1996  | 40840-145     | 7.7                        |
| Tuvok experimenta salts enrere que li causen danys cerebrals durant el seu servei a l'USS Excelsior. Ell i el capità intenten trobar la raó dels salts enrere, que es creu que són un record reprimit, a través d'una fusió mental conjunta. |                      |                                                   |                                             |                        |                                                                                |                         |               |                            |
| 45 | 3                    | «El conducte The Chute»                           | 50156.2                                     | Les Landau             | Història de : Clayvon C. Harris Guió de : Kenneth Biller                       | 18 de setembre de 1996  | 40840-147     | 6.1                        |
| Tom Paris i Harry Kim són acusats injustament, condemnats i empresonats en una presó akritiriana sense vigilància. Tom és apunyalat intentant protegir Kim, deixant-lo sol per intentar trobar un pla d'escapada. Mentrestant, la Voyager intenta trobar una manera de demostrar la seva innocència.                                                                          |                      |                                                   |                                             |                        |                                                                                |                         |               |                            |
| 46 | 4                    | «L'eixam The Swarm»                               | 50252.3                                     | Alexander Singer       | Mike Sussman                                                                   | 25 de setembre de 1996  | 40840-149     | 7.6                        |
| La Voyager es troba amb un eixam de naus mentre intenta prendre una drecera a través d'un espai que pertany a una espècie hostil, mentre que el Doctor comença a experimentar pèrdua de memòria. |                      |                                                   |                                             |                        |                                                                                |                         |               |                            |
| 47 | 5                    | «Falsos guanys False Profits»                     | 50074.3                                     | Cliff Bole             | Història de : George Brozak Guió de : Joe Menosky                              | 2 d'octubre de 1996     | 40840-144     | 5.6                        |
| La tripulació es troba amb el final del quadrant Delta del forat de cuc de Barzan... i els dos ferengi de l'episodi de Star Trek: La nova generació "L'oferta" que ara es fan passar per déus en un planeta proper. |                      |                                                   |                                             |                        |                                                                                |                         |               |                            |
| 48 | 6                    | «Recordeu Remember»                               | 50203.1, 50211.4                            | Winrich Kolbe          | Història de : Brannon Braga and Joe Menosky Guió de : Lisa Klink               | 9 d'octubre de 1996     | 40840-148     | 6.7                        |
| B'Elanna experimenta somnis vívids. Que, a primera vista, es transformen d'una història d'amor prohibida en un camí cada cop més perillós, que condueix a un presumpte encobriment relacionat amb un genocidi a nivell planetari. |                      |                                                   |                                             |                        |                                                                                |                         |               |                            |
| 49 | 7                    | «Terra sagrada Sacred Ground»                     | 50063.2                                     | Robert Duncan McNeill  | Història de : Geo Cameron Guió de : Lisa Klink                                 | 30 d'octubre de 1996    | 40840-143     | 6.6                        |
| Kes queda en coma després de contactar amb un camp d'energia al voltant d'una roca, cosa que obliga Janeway a embarcar-se en una recerca espiritual per trobar una cura. |                      |                                                   |                                             |                        |                                                                                |                         |               |                            |
| 50 | 8                    | «La fi del futur, Part I Future's End»            | 50312.6                                     | David Livingston       | Brannon Braga i Joe Menosky                                                    | 6 de novembre de 1996   | 40840-150     | 8.0                        |
| Una nau del temps del segle XXIX provoca una paradoxa temporal quan s'envia accidentalment a si mateixa i a la "Voyager" a dos períodes diferents a la Terra del segle XX. |                      |                                                   |                                             |                        |                                                                                |                         |               |                            |
| 51 | 9                    | «La fi del futur, Part II Future's End»           | 50312.6                                     | Cliff Bole             | Brannon Braga i Joe Menosky                                                    | 13 de novembre de 1996  | 40840-151     | 8.7                        |
| Janeway ha d'evitar la destrucció del Sistema Solar per part d'un empresari del segle XX que ha adquirit la nau del temps. |                      |                                                   |                                             |                        |                                                                                |                         |               |                            |
| 52 | 10                   | «El senyor de la guerra Warlord»                  | 50348.1, 50351.4, 50361.7                   | David Livingston       | Història de : Andrew Shepard Price i Mark Gaberman Guió de : Lisa Klink        | 20 de novembre de 1996  | 40840-152     | 6.7                        |
| Kes està controlada per un senyor de la guerra alienígena anomenat Tieran. |                      |                                                   |                                             |                        |                                                                                |                         |               |                            |
| 53 | 11                   | «La guerra dels Q The Q and the Grey»             | 50384.2, 50392.7                            | Cliff Bole             | Història de : Shawn Piller Guió de : Kenneth Biller                            | 27 de novembre de 1996  | 40840-153     | 7.5                        |
| Q visita la Voyager amb una proposta per a Janeway quan esclata la guerra civil al Q Continuum. |                      |                                                   |                                             |                        |                                                                                |                         |               |                            |
| 54 | 12                   | «Macrocosmos Macrocosm»                           | 50425.1                                     | Alexander Singer       | Brannon Braga                                                                  | 11 de desembre de 1996  | 40840-154     | 6.8                        |
| La Voyager respon a una crida de socors d'una colònia minera sobre un brot viral que aconsegueix colar-se a la Voyager a través del transportador, deixant només Janeway i el Doctor per aturar-lo. |                      |                                                   |                                             |                        |                                                                                |                         |               |                            |
| 55 | 13                   | «Tracte just Fair Trade»                          | 50501.7                                     | Jesús Salvador Treviño | Història de : Ronald Wilkerson i Jean Louise Matthias Guió de : André Bormanis | 8 de gener de 1997      | 40840-156     | 5.80                       |
| La Voyager s'acosta a la frontera del coneixement de Neelix i a una estació comercial. |                      |                                                   |                                             |                        |                                                                                |                         |               |                            |
| 56 | 14                   | «Alter Ego»                                       | 50460.3, 50471.3                            | Robert Picardo         | Joe Menosky                                                                    | 15 de gener de 1997     | 40840-155     | 6.82                       |
| La tripulació gaudeix d'un luau a l'holocoberta i Tuvok descobreix un holograma inusual. |                      |                                                   |                                             |                        |                                                                                |                         |               |                            |
| 57 | 15                   | «Coda»                                            | 50518.6                                     | Nancy Malone           | Jeri Taylor                                                                    | 29 de gener de 1997     | 40840-158     | 6.51                       |
| Janeway sembla estar atrapada en un bucle temporal amb diferents esdeveniments, però tots acaben amb la seva mort. |                      |                                                   |                                             |                        |                                                                                |                         |               |                            |
| 58 | 16                   | «Febre de sang Blood Fever»                       | 50537.2, 50541.6                            | Andrew Robinson        | Lisa Klink                                                                     | 5 de febrer de 1997     | 40840-157     | 6.43                       |
| El membre de la tripulació vulcanià Vorik passa el Pon farr a B'Elanna. Mentrestant, s'explora el planeta Sakari, aparentment deshabitat. Després que es descobreixin ruïnes i la tripulació trobi uns quants supervivents sota terra, es fa evident que la cultura local va ser destruïda pels invasors. Es troben i s'identifiquen les restes d'un dels invasors: eren Borg |                      |                                                   |                                             |                        |                                                                                |                         |               |                            |
| 59 | 17                   | «Unitat Unity»                                    | 50614.2, 50622.4                            | Robert Duncan McNeill  | Kenneth Biller                                                                 | 12 de febrer de 1997    | 40840-159     | 7.74                       |
| Chakotay respon a una crida d'ajuda en un planeta i es troba enmig d'un tiroteig entre dos grups de persones. Mentrestant, la tripulació de la Voyager descobreix una nau Borg abandonada. |                      |                                                   |                                             |                        |                                                                                |                         |               |                            |
| 60 | 18                   | «La part fosca Darkling»                          | 50693.2                                     | Alexander Singer       | Història de : Brannon Braga i Joe Menosky Guió de : Joe Menosky                | 19 de febrer de 1997    | 40840-161     | 6.37                       |
| L'intent del Doctor d'inserir altres personalitats al seu programa fa que desenvolupi una personalitat alternativa maligna. |                      |                                                   |                                             |                        |                                                                                |                         |               |                            |
| 61 | 19                   | «Ascens Rise»                                     | 50654.9                                     | Robert Scheerer        | Història de : Jimmy Diggs Guió de : Brannon Braga                              | 26 de febrer de 1997    | 40840-160     | 6.76                       |
| La “Voyager” ajuda un planeta amb problemes d'asteroides. Tuvok i Neelix s'estavellen al planeta i intenten arreglar un ascensor espacial de maglev. |                      |                                                   |                                             |                        |                                                                                |                         |               |                            |
| 62 | 20                   | «El fill pròdig Favorite Son»                     | 50732.4                                     | Marvin V. Rush         | Lisa Klink                                                                     | 19 de març de 1997      | 40840-162     | 6.17                       |
| Harry Kim se sent atret per un planeta on gairebé tot són dones. |                      |                                                   |                                             |                        |                                                                                |                         |               |                            |
| 63 | 21                   | «Abans i després Before and after»                | 50792.6 (probable), 55836.2 (temporal jump) | Allan Kroeker          | Kenneth Biller                                                                 | 9 d'abril de 1997       | 40840-163     | 6.46                       |
| Poc abans de la seva mort en el futur, Kes comença a viatjar enrere en el temps, amb una part dels esdeveniments que tenen lloc a L'any infernal. |                      |                                                   |                                             |                        |                                                                                |                         |               |                            |
| 64 | 22                   | «Vida real Real life»                             | 50836.2                                     | Anson Williams         | Història de : Harry Kloor Guió de : Jeri Taylor                                | 23 d'abril de 1997      | 40840-164     | 6.24                       |
| El Doctor crea una família a la holocoberta. |                      |                                                   |                                             |                        |                                                                                |                         |               |                            |
| 65 | 23                   | «Origen llunyà Distant Origin»                    | 50903.7                                     | David Livingston       | Brannon Braga i Joe Menosky                                                    | 30 d'abril de 1997      | 40840-165     | 6.49                       |
| Un científic reptilià que intenta demostrar les seves teories herètiques segresta Chakotay i involucra tota la tripulació en un conflicte entre la doctrina de la seva raça i la sorprenent veritat sobre el seu origen. |                      |                                                   |                                             |                        |                                                                                |                         |               |                            |
| 66 | 24                   | «Desplaçats Displaced»                            | 50912.4, 50929.6                            | Allan Kroeker          | Lisa Klink                                                                     | 7 de maig de 1997       | 40840-166     | 6.67                       |
| Els membres de la tripulació són substituïts un per un per extraterrestres d'una raça desconeguda. |                      |                                                   |                                             |                        |                                                                                |                         |               |                            |
| 67 | 25                   | «La pitjor situació possible Worst Case Scenario» | 50953.4                                     | Alexander Singer       | Kenneth Biller                                                                 | 14 de maig de 1997      | 40840-167     | 6.10                       |
| B'Elanna Torres descobreix un programa d'holocoberta on Chakotay i els Maquis es rebel·len contra Janeway. |                      |                                                   |                                             |                        |                                                                                |                         |               |                            |
| 68 | 26                   | «L'escorpí, Part I Scorpion»                      | 50984.3, 51003.7                            | David Livingston       | Brannon Braga i Joe Menosky                                                    | 21 de maig de 1997      | 40840-168     | 7.86                       |
| La Voyager ha de passar per l'espai Borg, només per descobrir una nova raça alienígena que és encara més mortal que els Borg. |                      |                                                   |                                             |                        |                                                                                |                         |               |                            |

### Temporada 4 (1997–98)
| Núm. total | Núm. de la temporada | Títol                                             | Data estel·lar | Direcció               | Guió                                                                                          | Data d'emissió original | Codi de prod. | Espectadors U.S. (milions) |
| --- | -------------------- | ------------------------------------------------- | -------------- | ---------------------- | --------------------------------------------------------------------------------------------- | ----------------------- | ------------- | -------------------------- |
| 69 | 1                    | «L'escorpí: Part II Scorpion»                     | 51003.7        | Winrich Kolbe          | Brannon Braga & Joe Menosky                                                                   | 3 de setembre de 1997   | 40840-169     | 10.28                      |
| Janeway i Tuvok treballen amb els Borg i coneixen Set de Nou mentre col·laboren en el desenvolupament d'una arma contra l'Espècie 8472 a canvi d'un passatge segur a través de l'espai Borg. |                      |                                                   |                |                        |                                                                                               |                         |               |                            |
| 70 | 2                    | «El regal The Gift»                               | 51008          | Anson Williams         | Joe Menosky                                                                                   | 10 de setembre de 1997  | 40840-170     | 8.19                       |
| Les habilitats mentals de Kes es desenvolupen fins a un punt en què posen en perill Voyager mentre el Doctor i la Janeway ajuden lentament Set de Nou a afrontar la separació dels Borg. |                      |                                                   |                |                        |                                                                                               |                         |               |                            |
| 71 | 3                    | «El dia de l'honor Day of Honor»                  | Unknown        | Jesús Salvador Treviño | Jeri Taylor                                                                                   | 17 de setembre de 1997  | 40840-172     | 6.60                       |
| B'Elanna intenta observar el Dia d'Honor Klingon després que es perdi el nucli de curvatura. |                      |                                                   |                |                        |                                                                                               |                         |               |                            |
| 72 | 4                    | «Nèmesi Nemesis»                                  | 51082.4        | Alexander Singer       | Kenneth Biller                                                                                | 24 de setembre de 1997  | 40840-171     | 6.45                       |
| Chakotay ajuda a lluitar en una guerra alienígena. |                      |                                                   |                |                        |                                                                                               |                         |               |                            |
| 73 | 5                    | «Reacció Revulsion»                               | 51186.2        | Kenneth Biller         | Lisa Klink                                                                                    | 1 d'octubre de 1997     | 40840-173     | 7.49                       |
| Un holograma contacta amb la Voyager i el Doctor està emocionat de conèixer un altre holograma. |                      |                                                   |                |                        |                                                                                               |                         |               |                            |
| 74 | 6                    | «El corb The Raven»                               | Unknown        | LeVar Burton           | Història de : Bryan Fuller & Harry Kloor Guió de : Bryan Fuller                               | 8 d'octubre de 1997     | 40840-174     | 6.96                       |
| Set de Nou experimenta flashbacks Borg mentre intenta esdevenir més humana. |                      |                                                   |                |                        |                                                                                               |                         |               |                            |
| 75 | 7                    | «Mètode científic Scientific Method»              | 51244.3        | David Livingston       | Història de : Sherry Klein & Harry Kloor Guió de : Lisa Klink                                 | 29 d'octubre de 1997    | 40840-175     | 6.76                       |
| La tripulació té malalties inexplicables, alhora que són observats de prop per intrusos invisibles |                      |                                                   |                |                        |                                                                                               |                         |               |                            |
| 76 | 8                    | «L'any infernal: Part I Year of Hell»             | 51268.4        | Allan Kroeker          | Brannon Braga & Joe Menosky                                                                   | 5 de novembre de 1997   | 40840-176     | 6.43                       |
| La Voyager crea un nou laboratori d'astrometria, que mapeja un nou curs que els posa en contacte amb una nau temporal Krenim que pot esborrar coses de la història. |                      |                                                   |                |                        |                                                                                               |                         |               |                            |
| 77 | 9                    | «L'any infernal: Part II Year of Hell»            | 51425.4        | Mike Vejar             | Brannon Braga & Joe Menosky                                                                   | 12 de novembre de 1997  | 40840-177     | 8.06                       |
| Una «Voyager» molt malmesa s'amaga en una nebulosa mentre una tripulació mínima intenta reparacions; mentrestant, el comandant Krenim proposa un compromís a Chakotay i Tom Paris. |                      |                                                   |                |                        |                                                                                               |                         |               |                            |
| 78 | 10                   | «Pensaments violents Random Thoughts»             | 51367.2        | Alexander Singer       | Kenneth Biller                                                                                | 19 de novembre de 1997  | 40840-178     | 6.89                       |
| Torres és arrestada mentre visita un món de telèpates on els pensaments violents són un delicte. |                      |                                                   |                |                        |                                                                                               |                         |               |                            |
| 79 | 11                   | «Sobre el vol Concerning Flight»                  | 51386.4        | Jesús Salvador Treviño | Història de : Jimmy Diggs & Joe Menosky Guió de : Joe Menosky                                 | 26 de novembre de 1997  | 40840-179     | 6.38                       |
| Uns extraterrestres roben diversos components clau de la Voyager, que es recuperen amb l'ajuda d'un Leonardo da Vinci hologràfic. |                      |                                                   |                |                        |                                                                                               |                         |               |                            |
| 80 | 12                   | «Espiral mortal Mortal Coil»                      | 51449.2        | Allan Kroeker          | Bryan Fuller                                                                                  | 17 de desembre de 1997  | 40840-180     | 5.11                       |
| Neelix mor en un intent de prendre mostres de protomatèria d'una nebulosa. Set de Nou l'ajuda a reanimar-lo utilitzant nanosondas Borg, però Neelix, que no té cap record d'una vida després de la mort, experimenta una crisi espiritual.                                                         |                      |                                                   |                |                        |                                                                                               |                         |               |                            |
| 81 | 13                   | «Moments en vetlla Waking Moments»                | 51471.3        | Alexander Singer       | André Bormanis                                                                                | 14 de gener de 1998     | 40840-182     | 3.70                       |
| La tripulació queda atrapada en un malson compartit generat per tecnologia alienígena. Només Chakotay, a través de les seves capacitats espirituals dels Natius americans, els pot salvar. |                      |                                                   |                |                        |                                                                                               |                         |               |                            |
| 82 | 14                   | «Missatge dins d'una ampolla Message in a Bottle» | 51462          | Nancy Malone           | Història de : Rick Williams Guió de : Lisa Klink                                              | 21 de gener de 1998     | 40840-181     | 5.85                       |
| El programa del Doctor s'envia a una nau avançada de la Flota Estel·lar a través d'una vasta xarxa de comunicacions antiga, però aviat descobreix que només ell i l'EMH de la nau queden per lluitar contra els romulans que s'han apoderat de la nau i intenten tornar a l'espai romulà amb ella. |                      |                                                   |                |                        |                                                                                               |                         |               |                            |
| 83 | 15                   | «Caçadors Hunters»                                | 51501.4        | David Livingston       | Jeri Taylor                                                                                   | 11 de febrer de 1998    | 40840-183     | 5.32                       |
| Cartes a casa i del Comandament de la Flota Estel·lar són retingudes en una estació de retransmissió Hirogen i Janeway es dirigeix a recuperar-les. |                      |                                                   |                |                        |                                                                                               |                         |               |                            |
| 84 | 16                   | «Presa Prey»                                      | 51652.3        | Allan Eastman          | Brannon Braga                                                                                 | 18 de febrer de 1998    | 40840-184     | 5.47                       |
| La Voyager rescata un supervivent d'Hirogen que els diu que un nou tipus de presa està solta. |                      |                                                   |                |                        |                                                                                               |                         |               |                            |
| 85 | 17                   | «Records Retrospect»                              | 51658.2        | Jesús Salvador Treviño | Història de : Andrew Shepard Price & Mark Gaberman Guió de : Bryan Fuller & Lisa Klink        | 25 de febrer de 1998    | 40840-185     | 6.03                       |
| Després d'experimentar al·lucinacions inquietants, Set de Nou és hipnotitzada pel Doctor, l'anàlisi del qual revela que un comerciant podria haver extret tecnologia Borg de Set sense el seu consentiment.                                                                                        |                      |                                                   |                |                        |                                                                                               |                         |               |                            |
| 8687 | 1819                 | «El joc de matar The Killing Game»                | 51715.2        | David Livingston       | Brannon Braga & Joe Menosky                                                                   | 4 de març de 1998       | 40840-186/187 | 6.30                       |
| Els Hirogen implanten dispositius a la tripulació fent-los creure que són personatges dins de les holocobertes que s'utilitzen per a caceres, una de les quals està ambientada a França durant la Segona Guerra Mundial.                                                                           |                      |                                                   |                |                        |                                                                                               |                         |               |                            |
| 88 | 20                   | «Cara a cara Vis à Vis»                           | 51762.4        | Jesús Salvador Treviño | Robert Doherty                                                                                | 8 d'abril de 1998       | 40840-188     | 4.22                       |
| De sobte apareix una llançadora alienígena amb un prototip de sistema de propulsió i necessita ajuda. Paris està inquiet i s'ofereix voluntari per ajudar el pilot, Steth, a reparar la llançadora.                                                                                                |                      |                                                   |                |                        |                                                                                               |                         |               |                            |
| 89 | 21                   | «La directriu Omega The Omega Directive»          | 51781.2        | Victor Lobl            | Història de : Jimmy Diggs & Steve J. Kay Guió de : Lisa Klink                                 | 15 d'abril de 1998      | 40840-189     | 5.27                       |
| Janeway compleix la Directriu Omega, una ordre per destruir molècules Omega, fins i tot si això significa violar la Primera Directiva. |                      |                                                   |                |                        |                                                                                               |                         |               |                            |
| 90 | 22                   | «Inoblidable Unforgettable»                       | 51813.4        | Andrew Robinson        | Greg Elliot & Michael Perricone                                                               | 22 d'abril de 1998      | 40840-190     | 4.67                       |
| Una dona alienígena d'una nau camuflada pregunta per Chakotay pel seu nom i sol·licita asil a la Voyager per la seva gent. |                      |                                                   |                |                        |                                                                                               |                         |               |                            |
| 91 | 23                   | «Testimoni vivent Living Witness»                 | Desconegut     | Tim Russ               | Història de : Brannon Braga Guió de : Bryan Fuller & Brannon Braga & Joe Menosky              | 29 d'abril de 1998      | 40840-191     | 5.57                       |
| Un conservador d'un museu kyrian, 700 anys en el futur, espera que una relíquia de la "Voyager" que conté una còpia del Doctor pugui confirmar la seva versió de la història |                      |                                                   |                |                        |                                                                                               |                         |               |                            |
| 92 | 24                   | «Dimoni Demon»                                    | Unknown        | Anson Williams         | Història de : André Bormanis Guió de : Kenneth Biller                                         | 6 de maig de 1998       | 40840-192     | 5.53                       |
| Tom Paris i Harry Kim agafen una llançadora fins a un planeta extremadament inhòspit per obtenir combustible. |                      |                                                   |                |                        |                                                                                               |                         |               |                            |
| 93 | 25                   | «Una One»                                         | 51929.3        | Kenneth Biller         | Jeri Taylor                                                                                   | 13 de maig de 1998      | 40840-193     | 5.40                       |
| Set de Nou s queda sol a la Voyager quan la radiació mortal d'una nebulosa obliga la resta de la tripulació a romandre en hipersomni i el programa hologràfic del Doctor s'interromp. |                      |                                                   |                |                        |                                                                                               |                         |               |                            |
| 94 | 26                   | «Esperança i por Hope and Fear»                   | 51978.2        | Winrich Kolbe          | Història de : Rick Berman & Brannon Braga & Joe Menosky Guió de : Brannon Braga & Joe Menosky | 20 de maig de 1998      | 40840-194     | 6.18                       |
| Paris i Neelix tornen d'una missió amb un passatger anomenat Arturis que coneix més de 4.000 idiomes. Aconsegueix desxifrar un missatge de la Flota Estel·lar que podria conduir a un camí a casa.                                                                                                 |                      |                                                   |                |                        |                                                                                               |                         |               |                            |

### Temporada 5 (1998–99)
| 95 | 1  | «Night»                    | 52081.2                                        | David Livingston      | Brannon Braga i Joe Menosky                                                                  | 14 d'octubre de 1998   | 40840-195           | 5.17 |
| La Voyager perd energia travessant una regió fosca de l'espai que conté radiació theta |    |                            |                                                |                       |                                                                                              |                        |                     |      |
| 96 | 2  | «Drone»                    | 52095.2                                        | Les Landau            | Història de : Bryan Fuller i Harry Kloor Guió de : Bryan Fuller, Brannon Braga i Joe Menosky | 21 d'octubre de 1998   | 40840-196           | 5.33 |
| L'emissor mòbil del Doctor es fa malbé mentre es teletransporta des d'una missió remota, fusionant-se amb les nanosondes Borg de Set de Nou i l'ADN d'un alferes masculí per crear un Borg del segle XXIX. |    |                            |                                                |                       |                                                                                              |                        |                     |      |
| 97 | 3  | «Extreme Risk»             | 52121.7                                        | Cliff Bole            | Kenneth Biller                                                                               | 28 d'octubre de 1998   | 40840-197           | 5.15 |
| B'Elanna es posa a propòsit en situacions cada cop més perilloses. Mentrestant, la tripulació decideix construir una nova llançadora, la Delta Flyer. |    |                            |                                                |                       |                                                                                              |                        |                     |      |
| 98 | 4  | «In the Flesh»             | 52136.4                                        | David Livingston      | Nick Sagan                                                                                   | 4 de novembre de 1998  | 40840-198           | 6.00 |
| La nau es troba amb una de les instal·lacions d'entrenament de l'Espècie 8472, per a una invasió alienígena de la Flota Estel·lar i de la Terra |    |                            |                                                |                       |                                                                                              |                        |                     |      |
| 99 | 5  | «Once Upon a Time»         | 52138.8                                        | John Kretchmer        | Michael Taylor                                                                               | 11 de novembre de 1998 | 40840-199           | 5.44 |
| Neelix cuida de Naomi Wildman quan la seva mare resulta ferida en una missió fora. |    |                            |                                                |                       |                                                                                              |                        |                     |      |
| 100 | 6  | «Timeless»                 | 52164.3                                        | LeVar Burton          | Història de : Rick Berman, Brannon Braga i Joe Menosky Guió de : Brannon Braga i Joe Menosky | 18 de novembre de 1998 | 40840-201           | 6.42 |
| Quinze anys en el futur, Chakotay i Harry Kim intenten evitar que la Voyager s'escalfi en un planeta de gel. |    |                            |                                                |                       |                                                                                              |                        |                     |      |
| 101 | 7  | «Infinite Regress»         | 52188.7                                        | David Livingston      | Història de : Robert Doherty i Jimmy Diggs Guió de : Robert Doherty                          | 25 de novembre de 1998 | 40840-203           | 4.9  |
| Quan la Voyager porta a bord una peça avançada de tecnologia Borg d'un cub Borg recuperat, Set de Nou comença a adoptar les personalitats de les persones assimilades pel cub. |    |                            |                                                |                       |                                                                                              |                        |                     |      |
| 102 | 8  | «Nothing Human»            | 52143.6                                        | David Livingston      | Jeri Taylor                                                                                  | 2 de desembre de 1998  | 40840-200           | 6.17 |
| Un alienígena ferit és portat a bord des d'un vaixell encallat i s'uneix a B'Elanna Torres. |    |                            |                                                |                       |                                                                                              |                        |                     |      |
| 103 | 9  | «Thirty Days»              | 52179.4                                        | Winrich Kolbe         | Història de : Scott Miller Guió de : Kenneth Biller                                          | 9 de desembre de 1998  | 40840-202           | 6.00 |
| Tom Paris ignora les ordres ajudant un món aquàtic i és degradat a alferes. |    |                            |                                                |                       |                                                                                              |                        |                     |      |
| 104 | 10 | «Counterpoint»             | 52261.3                                        | Les Landau            | Michael Taylor                                                                               | 16 de desembre de 1998 | 40840-204           | 4.69 |
| Mentre passava per l'espai de Devore, la Voyager és cercada rutinàriament per telèpates. |    |                            |                                                |                       |                                                                                              |                        |                     |      |
| 105 | 11 | «Latent Image»             | 52489.3                                        | Mike Vejar            | Història de : Eileen Connors, Brannon Braga i Joe Menosky Guió de : Joe Menosky              | 20 de gener de 1999    | 40840-206           | 5.36 |
| El Doctor descobreix que alguns dels seus records han estat bloquejats. |    |                            |                                                |                       |                                                                                              |                        |                     |      |
| 106 | 12 | «Bride of Chaotica!»       | 52507.2                                        | Allan Kroeker         | Història de : Bryan Fuller Guió de : Bryan Fuller i Michael Taylor                           | 27 de gener de 1999    | 40840-207           | 5.74 |
| L'última aventura a la holocoberta de Paris Les aventures del capità Proton fa un gir inesperat. |    |                            |                                                |                       |                                                                                              |                        |                     |      |
| 107 | 13 | «Gravity»                  | 52438.9                                        | Terry Windell         | Història de : Jimmy Diggs, Bryan Fuller i Nick Sagan Guió de : Nick Sagan i Bryan Fuller     | 3 de febrer de 1999    | 40840-205           | 5.49 |
| Tuvok i Paris s'estavellen en un planeta atrapat en una bossa del subespai, on coneixen una dona anomenada Noss. |    |                            |                                                |                       |                                                                                              |                        |                     |      |
| 108 | 14 | «Bliss»                    | 52542.3                                        | Cliff Bole            | Història de : Bill Prady Guió de : Robert Doherty                                            | 10 de febrer de 1999   | 40840-209           | 5.61 |
| Un gran organisme enganya telepàticament la tripulació de la Voyager perquè voli cap a la seva cambra digestiva. |    |                            |                                                |                       |                                                                                              |                        |                     |      |
| 109 | 15 | «Dark Frontier»            | 52619.2                                        | Cliff Bole            | Brannon Braga i Joe Menosky                                                                  | 17 de febrer de 1999   | 40840-824 (211/212) | 7.43 |
| 110 | 16 | «Dark Frontier»            | 52619.2                                        | Terry Windell         | Brannon Braga i Joe Menosky                                                                  | 17 de febrer de 1999   | 40840-824 (211/212) | 7.43 |
| Janeway planeja robar una bobina transcurvatura d'una nau Borg inhabilitada per escurçar el seu viatge de tornada a casa. Set de Nou experimenta records del seu passat just abans que ella i els seus pares fossin assimilats i planeja tornar a unir-se al col·lectiu Borg. La Reina Borg diu a Set de Nou que deixarà la seva individualitat intacta perquè els Borg puguin estudiar els seus records i utilitzar-la per ajudar-los a assimilar la humanitat |    |                            |                                                |                       |                                                                                              |                        |                     |      |
| 111 | 17 | «The Disease»              | 52563.9                                        | David Livingston      | Història de : Kenneth Biller Guió de : Michael Taylor                                        | 24 de febrer de 1999   | 40840-210           | 4.85 |
| Harry Kim troba l'amor quan la tripulació es troba amb una nau generacional Varro que necessita ajuda per reparar el seu motor de curvatura. |    |                            |                                                |                       |                                                                                              |                        |                     |      |
| 112 | 18 | «Course: Oblivion»         | 52586.3, 52597.4 (línia temporal altearnativa) | Anson Williams        | Història de : Bryan Fuller i Nick Sagan Guió de : Nick Sagan                                 | 3 de març de 1999      | 40840-213           | 5.32 |
| La tinent Torres i el tinent Paris es casen; la tripulació descobreix que no són qui es creuen mentre intenta resoldre per què la radiació subespacial està causant la desintegració d'ells i de la Voyager. Referència a l'episodi de la temporada 4 "Dimoni". |    |                            |                                                |                       |                                                                                              |                        |                     |      |
| 113 | 19 | «The Fight»                | 52531.1                                        | Winrich Kolbe         | Història de : Michael Taylor Guió de : Joe Menosky                                           | 24 de març de 1999     | 40840-208           | 4.05 |
| Chakotay jeu a la infermeria mentre intenta comunicar-se amb extraterrestres a través d'al·lucinacions. |    |                            |                                                |                       |                                                                                              |                        |                     |      |
| 114 | 20 | «Think Tank»               | 52623.7                                        | Terrence O'Hara       | Història de : Rick Berman i Brannon Braga Guió de : Michael Taylor                           | 31 de març de 1999     | 40840-214           | 5.55 |
| Els Hazari persegueixen la Voyager quan un think tank ofereix ajuda. (Estrella convidada Jason Alexander) |    |                            |                                                |                       |                                                                                              |                        |                     |      |
| 115 | 21 | «Juggernaut»               | 52640.1                                        | Allan Kroeker         | Història de : Bryan Fuller Guió de : Bryan Fuller, Nick Sagan i Kenneth Biller               | 26 d'abril de 1999     | 40840-215           | 2.50 |
| La tripulació respon a una crida de socors de les càpsules d'escapament Malon contaminades amb radiació. |    |                            |                                                |                       |                                                                                              |                        |                     |      |
| 116 | 22 | «Someone to Watch Over Me» | 52647.1                                        | Robert Duncan McNeill | Història de : Brannon Braga Guió de : Michael Taylor                                         | 28 d'abril de 1999     | 40840-216           | 4.78 |
| Set de Nou explora les cites amb l'ajuda del Doctor. |    |                            |                                                |                       |                                                                                              |                        |                     |      |
| 117 | 23 | «11:59»                    | 52763.5 (April 22, 2375)                       | David Livingston      | Història de : Brannon Braga i Joe Menosky Guió de : Joe Menosky                              | 5 de maig de 1999      | 40840-217           | 4.42 |
| Janeway recorda una de les seves avantpassades, Shannon O'Donnell d'Indiana. |    |                            |                                                |                       |                                                                                              |                        |                     |      |
| 118 | 24 | «Relativity»               | 52861.2                                        | Allan Eastman         | Història de : Nick Sagan Guió de : Bryan Fuller, Nick Sagan i Michael Taylor                 | 12 de maig de 1999     | 40840-218           | 4.76 |
| El capità Braxton recluta Set de Nou per aturar el sabotatge de la Voyager. |    |                            |                                                |                       |                                                                                              |                        |                     |      |
| 119 | 25 | «Warhead»                  | 52947.6                                        | John Kretchmer        | Història de : Brannon Braga Guió de : Michael Taylor i Kenneth Biller                        | 19 de maig de 1999     | 40840-219           | 4.59 |
| La tripulació rescata un dispositiu amb intel·ligència artificial incrustada a la roca, que després pren el control del El Doctor i es revela com una arma de destrucció massiva. |    |                            |                                                |                       |                                                                                              |                        |                     |      |
| 120 | 26 | «Equinox, Part I»          | 52983.6, 53017.1                               | David Livingston      | Història de : Rick Berman, Brannon Braga i Joe Menosky Guió de : Brannon Braga i Joe Menosky | 26 de maig de 1999     | 40840-220           | 4.80 |
| La Voyager troba una altra nau de la Federació, l'USS Equinox, atacada per formes de vida nucleogèniques voladores. |    |                            |                                                |                       |                                                                                              |                        |                     |      |

### Temporada 6 (1999–2000)
| Núm. total | Núm. de la temporada | Títol                         | Data estel·lar   | Direcció           | Guió | Data d'emissió original | Codi de prod. | Espectadors U.S. (milions) |
| --- | -------------------- | ----------------------------- | ---------------- | ------------------ | --- | ----------------------- | ------------- | -------------------------- |
| 121 | 1                    | «Equinox: Part II»            | 52983.6, 53017.1 | David Livingston   | Història de : Rick Berman & Brannon Braga i Joe Menosky Guió de : Brannon Braga & Joe Menosky                           | 22 de setembre de 1999  | 40840-221     | 6.16                       |
| La tripulació de l'USS Equinox intenta eludir l'USS Voyager per tal d'explotar les formes de vida nucleogèniques en un intent de tornar a casa. |                      |                               |                  |                    | |                         |               |                            |
| 122 | 2                    | «Survival Instinct»           | 53049.2          | Terry Windell      | Ronald D. Moore | 29 de setembre de 1999  | 40840-222     | 5.82                       |
| Tres Borg del passat de Set de Nou apareixen i demanen ser completament separats del Col·lectiu. |                      |                               |                  |                    | |                         |               |                            |
| 123 | 3                    | «Barge of the Dead»           | 53082.5          | Mike Vejar         | Història de : Ronald D. Moore & Bryan Fuller Guió de : Bryan Fuller                                                     | 6 d'octubre de 1999     | 40840-223     | 5.25                       |
| La llançadora de B'Elanna és impactada per una tempesta iònica i ella es desperta i es troba entre els klíngons a la Barca dels Morts, de camí a l'Infern Klíngon. |                      |                               |                  |                    | |                         |               |                            |
| 124 | 4                    | «Tinker, Tenor, Doctor, Spy»  | 53127.6          | John Bruno         | Història de : Bill Vallely Guió de : Joe Menosky                                                                        | 13 d'octubre de 1999    | 40840-224     | 5.09                       |
| El Doctor afegeix el somni despert al seu programa, imaginant-se com l'Holograma de Comandament d'Emergència (ECH) a bord de la Voyager; però els extraterrestres, aprofitant les seves percepcions per observar la tripulació, preparen un atac quan creuen que el que veuen en els somnis desperts és real.   |                      |                               |                  |                    | |                         |               |                            |
| 125 | 5                    | «Alice»                       | 53225.7          | David Livingston   | Història de : Juliann deLayne Guió de : Bryan Fuller & Michael Taylor                                                   | 20 d'octubre de 1999    | 40840-226     | 4.53                       |
| Tom Paris s'obsessiona amb una lançadora alienígena recuperada, que sembla tenir ment pròpia. |                      |                               |                  |                    | |                         |               |                            |
| 126 | 6                    | «Riddles»                     | 53263.2          | Roxann Dawson      | Història de : André Bormanis Guió de : Robert Doherty                                                                   | 3 de novembre de 1999   | 40840-227     | 4.79                       |
| De tornada d'una missió diplomàtica, Tuvok és atacat per un intrús camuflat i pateix danys neurològics. |                      |                               |                  |                    | |                         |               |                            |
| 127 | 7                    | «Dragon's Teeth»              | 53167.9          | Winrich Kolbe      | Història de : Michael Taylor Guió de : Michael Taylor and Brannon Braga & Joe Menosky                                   | 10 de novembre de 1999  | 40840-225     | 5.72                       |
| La Voyager descobreix una xarxa de passatges subespacials, però es veu obligat a aterrar en un planeta després de ser atacada. |                      |                               |                  |                    | |                         |               |                            |
| 128 | 8                    | «One Small Step»              | 53292.7, 53301.2 | Robert Picardo     | Història de : Mike Wollaeger & Jessica Scott Guió de : Mike Wollaeger & Jessica Scott and Bryan Fuller & Michael Taylor | 17 de novembre de 1999  | 40840-228     | 5.92                       |
| La Voyager gairebé és impactada per una misteriosa massa subespacial i la tripulació teoritza que les restes d'una antiga nau Terra-Mart hi són a dins. |                      |                               |                  |                    | |                         |               |                            |
| 129 | 9                    | «The Voyager Conspiracy»      | 53326.9, 53329.1 | Terry Windell      | Joe Menosky | 24 de novembre de 1999  | 40840-229     | 5.71                       |
| Després d'assimilar les dades de la Voyager dels darrers sis anys, mitjançant una millora als seus implants Borg, Set de Nou sospita que la nau no va arribar al Quadrant Delta per accident. |                      |                               |                  |                    | |                         |               |                            |
| 130 | 10                   | «Pathfinder»                  | 53382.7          | Mike Vejar         | Història de : David Zabel Guió de : David Zabel & Kenneth Biller                                                        | 1 de desembre de 1999   | 40840-230     | 6.15                       |
| Barclay s'involucra massa amb recreacions hologràfiques de la tripulació de la «Voyager» en els seus intents de contactar-los. Aquest episodi també inclou Deanna Troi. |                      |                               |                  |                    | |                         |               |                            |
| 131 | 11                   | «Fair Haven»                  | 53418.5          | Allan Kroeker      | Robin Bernheim | 12 de gener de 2000     | 40840-231     | 5.19                       |
| La tripulació gaudeix d'un descans dins d'una creació d'holocoberta dissenyada per Tom Paris, mentre la Voyager s'enfronta a l'amenaça d'una tempesta imminent a l'espai. |                      |                               |                  |                    | |                         |               |                            |
| 132 | 12                   | «Blink of an Eye»             | 53541.8          | Gabrielle Beaumont | Història de : Michael Taylor Guió de : Joe Menosky                                                                      | 19 de gener de 2000     | 40840-233     | 5.70                       |
| La Voyager està atrapada en òrbita al voltant d'un planeta amb un diferencial espai-temps tal que, mentre els seus habitants viuen anys, Voyager només viu uns minuts. |                      |                               |                  |                    | |                         |               |                            |
| 133 | 13                   | «Virtuoso»                    | 53556.4          | Les Landau         | Història de : Raf Green Guió de : Raf Green & Kenneth Biller                                                            | 26 de gener de 2000     | 40840-234     | 5.81                       |
| Els extraterrestres visitants que mai abans havien trobat música queden fascinats pels cants d'òpera del Doctor, i li demanen que deixi la Voyager i s'uneixi a la seva societat. |                      |                               |                  |                    | |                         |               |                            |
| 134 | 14                   | «Memorial»                    | 53621.3          | Allan Kroeker      | Història de : Brannon Braga Guió de : Robin Bernheim                                                                    | 2 de febrer de 2000     | 40840-236     | 5.59                       |
| Chakotay, Tom Paris, Harry Kim, i Neelix comencen a experimentar flashbacks horribles després d'una missió fora. |                      |                               |                  |                    | |                         |               |                            |
| 135 | 15                   | «Tsunkatse»                   | 53447.2, 53529.4 | Mike Vejar         | Història de : Gannon Kenney Guió de : Robert Doherty                                                                    | 9 de febrer de 2000     | 40840-232     | 6.2                        |
| Set de Nou i Tuvok són segrestats mentre estan de permís a terra, i Set es veu obligada a lluitar en una lluita de gladiadors fins a la mort. (Entre les estrelles convidades hi ha J.G. Hertzler, Jeffrey Combs i Dwayne "The Rock" Johnson).                                                                  |                      |                               |                  |                    | |                         |               |                            |
| 136 | 16                   | «Collective»                  | 53582.9          | Allison Liddi      | Història de : Andrew Shepard Price & Mark Gaberman Guió de : Michael Taylor                                             | 16 de febrer de 2000    | 40840-235     | 5.32                       |
| Chakotay, Kim, Paris, i Neelix són presos com a ostatges quan el Delta Flyer és capturat per nens Borg en un cub estel·lar Borg destruït. |                      |                               |                  |                    | |                         |               |                            |
| 137 | 17                   | «Spirit Folk»                 | 53659.1          | David Livingston   | Bryan Fuller | 23 de febrer de 2000    | 40840-237     | 4.51                       |
| Sorgeixen problemes en executar el poble hologràfic irlandès de Fair Haven sense parar, quan un mal funcionament fa que els personatges hologràfics prenguin consciència de si mateixos. |                      |                               |                  |                    | |                         |               |                            |
| 138 | 18                   | «Ashes to Ashes»              | 53679.4          | Terry Windell      | Història de : Ronald Wilkerson Guió de : Robert Doherty                                                                 | 1 de març de 2000       | 40840-238     | 5.22                       |
| Una membre morta de la tripulació ressuscita, afirmant haver estat ressuscitada per una raça alienígena que l'ha adoptada des de llavors. |                      |                               |                  |                    | |                         |               |                            |
| 139 | 19                   | «Child's Play»                | 53722.4          | Mike Vejar         | Història de : Paul Brown Guió de : Raf Green                                                                            | 8 de març de 2000       | 40840-239     | 4.68                       |
| Troben la família d'Icheb, un dels fills Borg, però ell s'hi resisteix. Set també s'hi resisteix perquè abandoni la nau; i els seus pares amaguen la veritable raó per la qual volen que torni. |                      |                               |                  |                    | |                         |               |                            |
| 140 | 20                   | «Good Shepherd»               | 53753.2          | Winrich Kolbe      | Història de : Dianna Gitto Guió de : Dianna Gitto and Joe Menosky                                                       | 15 de març de 2000      | 40840-240     | 5.55                       |
| Tres membres de la tripulació que tenen un rendiment inferior són enviats a una missió per Janeway. |                      |                               |                  |                    | |                         |               |                            |
| 141 | 21                   | «Live Fast and Prosper»       | 53849.2          | LeVar Burton       | Robin Bernheim | 19 d'abril de 2000      | 40840-242     | 4.85                       |
| Artistes estafadors substitueixen Janeway i Tuvok. |                      |                               |                  |                    | |                         |               |                            |
| 142 | 22                   | «Muse»                        | 53896.1          | Mike Vejar         | Joe Menosky | 26 d'abril de 2000      | 40840-244     | 4.95                       |
| Torres queda atrapada en un planeta de l'edat de bronze després d'un accident a la Delta Flyer, on ajuda un dramaturg a adaptar la història de Voyager a l'escenari. A més, Kim ha desaparegut en una càpsula d'escapament.                                                                                     |                      |                               |                  |                    | |                         |               |                            |
| 143 | 23                   | «Fury»                        | 53810.5          | John Bruno         | Història de : Rick Berman & Brannon Braga Guió de : Bryan Fuller & Michael Taylor                                       | 3 de maig de 2000       | 40840-241     | 4.65                       |
| Una Kes molt més vella i poderosa torna a la Voyager i intenta viatjar enrere en el temps per canviar la seva història. |                      |                               |                  |                    | |                         |               |                            |
| 144 | 24                   | «Life Line»                   | 53872.6          | Terry Windell      | Història de : John Bruno & Robert Picardo Guió de : Robert Doherty & Raf Green and Brannon Braga                        | 10 de maig de 2000      | 40840-243     | 5.53                       |
| El creador del Doctor, Lewis Zimmerman, s'està morint al Quadrant Alfa a causa d'una malaltia similar a la de la fàgia vidiana. La matriu comprimida del Doctor es transfereix al laboratori de Zimmerman a l'estació de Júpiter per ajudar el Sr. Barclay i la consellera Troi a intentar tractar la malaltia. |                      |                               |                  |                    | |                         |               |                            |
| 145 | 25                   | «The Haunting of Deck Twelve» | 53937.2          | David Livingston   | Història de : Mike Sussman Guió de : Mike Sussman and Kenneth Biller & Bryan Fuller                                     | 17 de maig de 2000      | 40840-245     | 4.82                       |
| Mentre la Voyager viatja a través d'una nebulosa, s'apaga tota l'energia de la nau, donant a Neelix l'oportunitat d'explicar als nens Borg una història de fantasmes. |                      |                               |                  |                    | |                         |               |                            |
| 146 | 26                   | «Unimatrix Zero: Part I»      | Desconegut       | Allan Kroeker      | Història de : Mike Sussman Guió de : Brannon Braga & Joe Menosky                                                        | 24 de maig de 2000      | 40840-246     | 4.68                       |
| Janeway, B'Elanna i Tuvok s'infiltren en una cub espacial Borg en un intent de salvar uns drons Borg que intenten desenvolupar la individualitat. |                      |                               |                  |                    | |                         |               |                            |

1. 1 2 3  Acreditat com a Robin Burger

### Temporada 7 (2000–01)
| 147 | 1  | «Unimatrix Zero, Part II» | 54014.4    | Mike Vejar            | Història de : Mike Sussman, Brannon Braga i Joe Menosky Guió de : Brannon Braga i Joe Menosky                    | 4 d'octubre de 2000    | 40840-247           | 7.10 |
| Janeway, B'Elanna i Tuvok i Tuvok són assimilats pels Borg mentre intenten salvar el grup de drons que han desenvolupat individualitat. |    |                           |            |                       | |                        |                     |      |
| 148 | 2  | «Imperfection»            | 54129.4    | David Livingston      | Història de : André Bormanis Guió de : Carleton Eastlake i Robert Doherty                                        | 11 d'octubre de 2000   | 40840-248           | 5.68 |
| Quan el seu implant cortical no funciona correctament, Set de Nou necessita un trasplantament que li salvi la vida. |    |                           |            |                       | |                        |                     |      |
| 149 | 3  | «Drive»                   | 54058.6    | Winrich Kolbe         | Michael Taylor                                                                                                   | 18 d'octubre de 2000   | 40840-249           | 5.82 |
| La tripulació del Voyager entra amb el Delta Flyer en una cursa subcurvatura, tripulada per Tom Paris i B'Elanna Torres, i els esdeveniments conspiren per animar Tom a proposar-li matrimoni. |    |                           |            |                       | |                        |                     |      |
| 150 | 4  | «Repression»              | 54101      | Winrich Kolbe         | Història de : Kenneth Biller Guió de : Mark Haskell Smith                                                        | 25 d'octubre de 2000   | 40840-251           | 4.97 |
| Membres de la tripulació ex-Maquis són atacats després que arribi un flux de dades de la Flota Estel·lar. |    |                           |            |                       | |                        |                     |      |
| 151 | 5  | «Critical Care»           | Unknown    | Terry Windell         | Història de : Kenneth Biller i Robert Doherty Guió de : James Kahn                                               | 1 de novembre de 2000  | 40840-250           | 5.24 |
| Roben el programa del Doctor i el veuen obligat a treballar en un hospital alienígena, on manipula hàbilment el sistema per proporcionar atenció mèdica ètica. |    |                           |            |                       | |                        |                     |      |
| 152 | 6  | «Inside Man»              | 54208.3    | Allan Kroeker         | Robert Doherty                                                                                                   | 8 de novembre de 2000  | 40840-252           | 4.77 |
| Un holograma de Reginald Barclay és enviat a la Voyager, suposadament per implementar un pla perillós per portar-los a casa; però l'holograma ha estat manipulat per alguns ferengi, que intenten robar valuoses nanosondes Borg de Set de Nou. |    |                           |            |                       | |                        |                     |      |
| 153 | 7  | «Body and Soul»           | 54238.3    | Robert Duncan McNeill | Història de : Michael Taylor Guió de : Eric A. Morris, Phyllis Strong i Mike Sussman                             | 15 de novembre de 2000 | 40840-255           | 5.55 |
| Durant una emergència en una missió, el Doctor es veu obligat a carregar el seu programa als implants Borg de Set de Nou, cosa que li permet experimentar sensacions reals per primera vegada. |    |                           |            |                       | |                        |                     |      |
| 154 | 8  | «Nightingale»             | 54274.7    | LeVar Burton          | Història de : Robert Lederman i Dave Long Guió de : André Bormanis                                               | 22 de novembre de 2000 | 40840-256           | 4.60 |
| Harry Kim pren el comandament d'una nau alienígena que ha perdut els seus oficials en un atac. |    |                           |            |                       | |                        |                     |      |
| 155 | 9  | «Flesh and Blood»         | 54337.5    | Mike Vejar            | Història de : Jack Monaco, Bryan Fuller i Raf Green Guió de : Bryan Fuller                                       | 29 de novembre de 2000 | 40840-827           | 4.95 |
| 156 | 10 | «Flesh and Blood»         | 54337.5    | David Livingston      | Història de : Bryan Fuller i Raf Green Guió de : Raf Green i Kenneth Biller                                      | 29 de novembre de 2000 | 40840-827           | 4.95 |
| La tecnologia d'hologrames de Voyager, que Janeway havia donat prèviament als hirogen, s'ha modificat per fer que la "presa" hologràfica sigui més astuta, permetent als personatges hologràfics rebel·lar-se contra els seus nous amos. |    |                           |            |                       | |                        |                     |      |
| 157 | 11 | «Shattered»               | Unknown    | Terry Windell         | Història de : Mike Sussman and Michael Taylor Guió de : Michael Taylor                                           | 17 de gener de 2001    | 40840-257           | 4.14 |
| Voyager es fractura en diversos períodes de temps per un accident, i només Chakotay és capaç de moure's entre ells, retrobant-se amb vells amics i vells enemics de les sis temporades anteriors. |    |                           |            |                       | |                        |                     |      |
| 158 | 12 | «Lineage»                 | 54452.6    | Peter Lauritson       | James Kahn | 24 de gener de 2001    | 40840-258           | 4.38 |
| Ara casada amb Tom Paris, B'Elanna Torres descobreix que està embarassada. El Doctor li diu que esperi una filla; però la por no resolta de B'Elanna pels traumes infantils, que va patir com a nena en part klingon creixent entre humans, la fa decidir a eliminar l'ADN klíngon de la seva filla. |    |                           |            |                       | |                        |                     |      |
| 159 | 13 | «Repentance»              | 54474.6    | Mike Vejar            | Història de : Mike Sussman i Robert Doherty Guió de : Robert Doherty                                             | 31 de gener de 2001    | 40840-259           | 4.47 |
| Els presoners són portats a la "Voyager" des d'una nau alienígena danyada, i la tripulació els ha de portar a la seva destinació, per a la seva execució. Les nanosondes de Set s'utilitzen per ajudar a curar un presoner. |    |                           |            |                       | |                        |                     |      |
| 160 | 14 | «Prophecy»                | 54518.2    | Terry Windell         | Història de : Larry Nemecek, J. Kelley Burke, Raf Green i Kenneth Biller Guió de : Mike Sussman i Phyllis Strong | 7 de febrer de 2001    | 40840-260           | 4.44 |
| La Voyager es troba amb un antic creuer de batalla klíngon. Els klíngons a bord havien sortit feia molt de temps per trobar el seu salvador, i creien que era el fill no nascut de Tom i B'Elanna. |    |                           |            |                       | |                        |                     |      |
| 161 | 15 | «The Void»                | 54553.4    | Mike Vejar            | Història de : Raf Green i Kenneth Biller Guió de : Raf Green i James Kahn                                        | 14 de febrer de 2001   | 40840-261           | 4.63 |
| La Voyager és arrossegada a un buit, on les naus que han quedat atrapades s'ataquen mútuament per obtenir menjar i recursos. |    |                           |            |                       | |                        |                     |      |
| 162 | 16 | «Workforce, Part I»       | 54584.3    | Allan Kroeker         | Kenneth Biller i Bryan Fuller                                                                                    | 21 de febrer de 2001   | 40840-262           | 4.53 |
| La tripulació de la «Voyager» està patint un rentat de cervell perquè acceptin noves feines en un planeta industrialitzat amb una greu escassetat de mà d'obra, deixant només Chakotay, Kim i Neelix (que estaven en una missió fora) i el Doctor (que, en absència de la tripulació, s'ha convertit en l'Holograma de Comandament d'Emergència) per salvar-los. |    |                           |            |                       | |                        |                     |      |
| 163 | 17 | «Workforce, Part II»      | 54622.4    | Roxann Dawson         | Història de : Kenneth Biller i Bryan Fuller Guió de : Kenneth Biller i Michael Taylor                            | 28 de febrer de 2001   | 40840-263           | 5.11 |
| Chakotay i Neelix accepten feines al nou planeta i intenten rescatar els seus companys de tripulació amnèsics, que no volen marxar. |    |                           |            |                       | |                        |                     |      |
| 164 | 18 | «Human Error»             | Desconegut | Allan Kroeker         | Història de : André Bormanis i Kenneth Biller Guió de : Brannon Braga i André Bormanis                           | 7 de març de 2001      | 40840-264           | 5.35 |
| Set practica les seves habilitats socials a la holocoberta. |    |                           |            |                       | |                        |                     |      |
| 165 | 19 | «Q2»                      | 54704.5    | LeVar Burton          | Història de : Kenneth Biller Guió de : Robert Doherty                                                            | 11 d'abril de 2001     | 40840-265           | 4.64 |
| Q deixa el seu fill (Q2) a la Voyager per aprendre de la tripulació. |    |                           |            |                       | |                        |                     |      |
| 166 | 20 | «Author, Author»          | 54732.3    | David Livingston      | Història de : Brannon Braga Guió de : Phyllis Strong i Mike Sussman                                              | 18 d'abril de 2001     | 40840-266           | 4.46 |
| El Doctor escriu una holonovel·la que es publicarà al Quadrant Alfa, amb personatges que s'assemblen molt a la tripulació. |    |                           |            |                       | |                        |                     |      |
| 167 | 21 | «Friendship One»          | 54775.4    | Mike Vejar            | Michael Taylor i Bryan Fuller                                                                                    | 25 d'abril de 2001     | 40840-267           | 4.62 |
| La tripulació és enviada a la seva primera missió per la Flota Estel·lar en gairebé set anys: trobar una sonda perduda enviada per la Terra al segle XXI que ha acabat al Quadrant Delta. |    |                           |            |                       | |                        |                     |      |
| 168 | 22 | «Natural Law»             | 54827.7    | Terry Windell         | Història de : Kenneth Biller i James Kahn Guió de : James Kahn                                                   | 2 de maig de 2001      | 40840-268           | 4.68 |
| Mentre visiten el planeta Ledos, Set i Chakotay s'estavellen contra una barrera d'energia. Els dos queden atrapats a la selva amb humanoides primitius, que els acullen i cuiden de les ferides de Chakotay. Per tornar a unir-se a la «Voyager», ell i Set han de desactivar la barrera d'energia. |    |                           |            |                       | |                        |                     |      |
| 169 | 23 | «Homestead»               | 54868.6    | LeVar Burton          | Raf Green | 9 de maig de 2001      | 40840-269           | 5.45 |
| La Voyager es troba amb un assentament talaxià que deixa Neelix amb la difícil decisió de si abandonar la tripulació. |    |                           |            |                       | |                        |                     |      |
| 170 | 24 | «Renaissance Man»         | 54912.4    | Mike Vejar            | Història de : Andrew Shepard Price i Mark Gaberman Guió de : Phyllis Strong i Mike Sussman                       | 16 de maig de 2001     | 40840-270           | 5.55 |
| El Doctor es veu obligat a ajudar els extraterrestres a robar el nucli de curvatura de la Voyager |    |                           |            |                       | |                        |                     |      |
| 171 | 25 | «Endgame»                 | 54973.4    | Allan Kroeker         | Història de : Rick Berman, Kenneth Biller i Brannon Braga Guió de : Kenneth Biller i Robert Doherty              | 23 de maig de 2001     | 40840-828 (271/272) | 8.81 |
| 172 | 26 | «Endgame»                 | 54973.4    | Allan Kroeker         | Història de : Rick Berman, Kenneth Biller i Brannon Braga Guió de : Kenneth Biller i Robert Doherty              | 23 de maig de 2001     | 40840-828 (271/272) | 8.81 |
| En un futur on la Voyager va trigar 23 anys a tornar a casa, l'almirall Janeway idea un pla per alterar la història. Mentre la tripulació entra en un enfrontament final amb els Borg, les dues Janeway implementen un pla arriscat per destruir un dels sis centres transcurvatura Borg de la galàxia i, simultàniament, creuar el llindar transcurvatura per tornar a casa. - Originalment es va mostrar com un final de sèrie de dues hores, però en redifusió es mostra com a 2 episodis separats. |    |                           |            |                       | |                        |                     |      |

## Resum dels episodis de 2 parts
Aquí teniu un resum dels episodis de "Voyager" en dues parts, que de vegades es mostren com un sol llargmetratge i es ressenyen com a tals.
- "El Guardià"
- "Mínims"
- "La fi del futur"
- "L'escorpí"
- "L'any infernal"
- "El joc de matar"
- "Dark Frontier"
- "Equinox"
- "Unimatrix Zero"
- "Flesh and Blood"
- "Workforce"
- "Endgame"

Els episodis de llarga durada es troben entre els més ben valorats de la sèrie. En una revisió del 2016 de The Hollywood Reporter que classificava els 15 millors episodis de Voyager, 6 eren episodis dobles, amb "L'any infernal" i "Equinox" als dos primers llocs. Una classificació entre els deu primers del 2012 de Den of Geek també va situar "L'any infernal" com a número u de 172 programes.